# پارسنگ

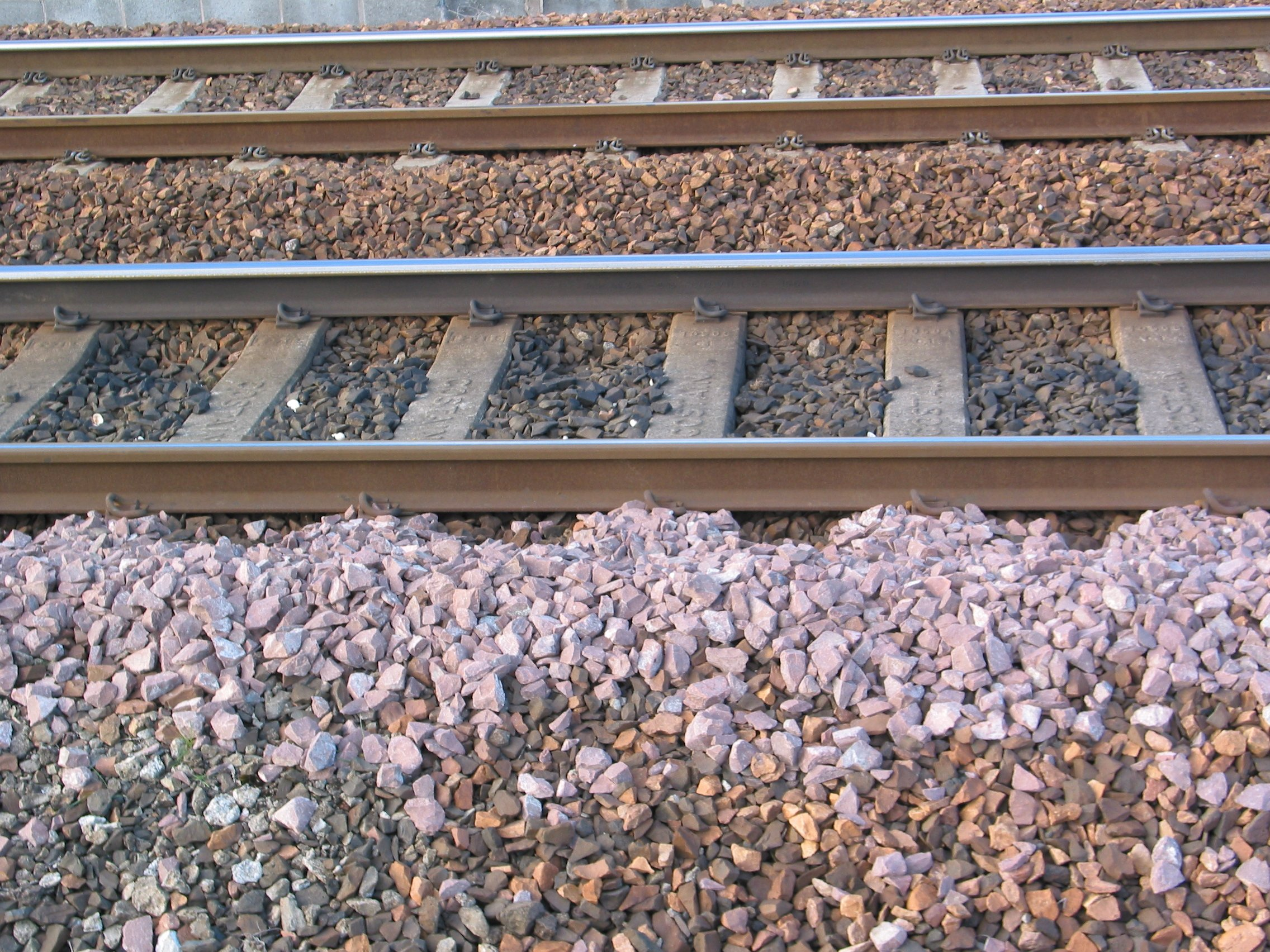
خط آهن خوابیده بر روی پارسنگ

پارسَنگ یا بالاست (به انگلیسی: Track ballast) قطعات شکسته شده سنگ است که روی بستر راه آهن ریخته می‌شود تا از لغزیدن خط آهن جلوگیری کرده و ایجاد تعادل برای ریل‌ها کند. پارسنگ‌ها همچنین آب‌های بارشی را رد می‌کنند و باعث زهکشی مسیر راه آهن می‌شوند.
نوعی از خطوط آهن هم هست که در آنها پارسنگ بکار نرفته و به خط آهن بی‌پارسنگ معروفند.
پارسنگ همچنین مفهومی است در وزن کردن با ترازو.
بالاست لایه‌ای از مصالح سنگی شکسته با قطر متوسط ۲۰ تا ۶۰ میلیمتر است که مجموعه تراورس‌ها و ریل بر روی آن قرار
گرفته و پیش بینی آن برای رسیدن به اهداف زیر ضروری است:
- تحمل نیروهای قائم، افقی و جانبی وارده بر تراورسها به منظور نگهداشتن خط در موقعیت معین خود
- تأمین بخشی از برجهندگی و جذب انرژی خط
- پخش و انتقال بارها به لایه‌های تحتانی
- زهکشی آبهای سطحی
- تنظیم و تراز نمودن سطح ریل حین ریل گذاری و تعمیرات
- میرایی و استهلاک ضربات، ارتعاشات و صداهای حاصل از حرکت وسایل نقلیه ریلی
- عایق یخبندان برای لایه زیر خود
- جلوگیری از رشد گیاهان در خط

## زیر بالاست
زیر بالاست لایه‌ای از مصالح نسبتاً ریزدانه است که توصیه می‌شود به منظور دستیابی به اهداف زیر بین بالاست و سطح تمام
شده زیر سازی اجرا شود:
- کاهش تنشهای وارد بر لایه‌های زیرسازی
- نگهداری سطح بالای بستر در مقابل نفوذ سنگهای بالاست
- محافظت از سطح زیرسازی در برابر یخبندان
- جلوگیری از نفوذ ذرات ریز بستر روسازی به بالاست
- تسهیل بیشتر زهکشی